# Vessey
Vessey är en kommun i departementet Manche i regionen Normandie i norra Frankrike. Kommunen ligger i kantonen Pontorson som tillhör arrondissementet Avranches. År 2018 hade Vessey 385 invånare.

## Befolkningsutveckling
Antalet invånare i kommunen Vessey
| Referens: INSEE |